# Robbie Rogers

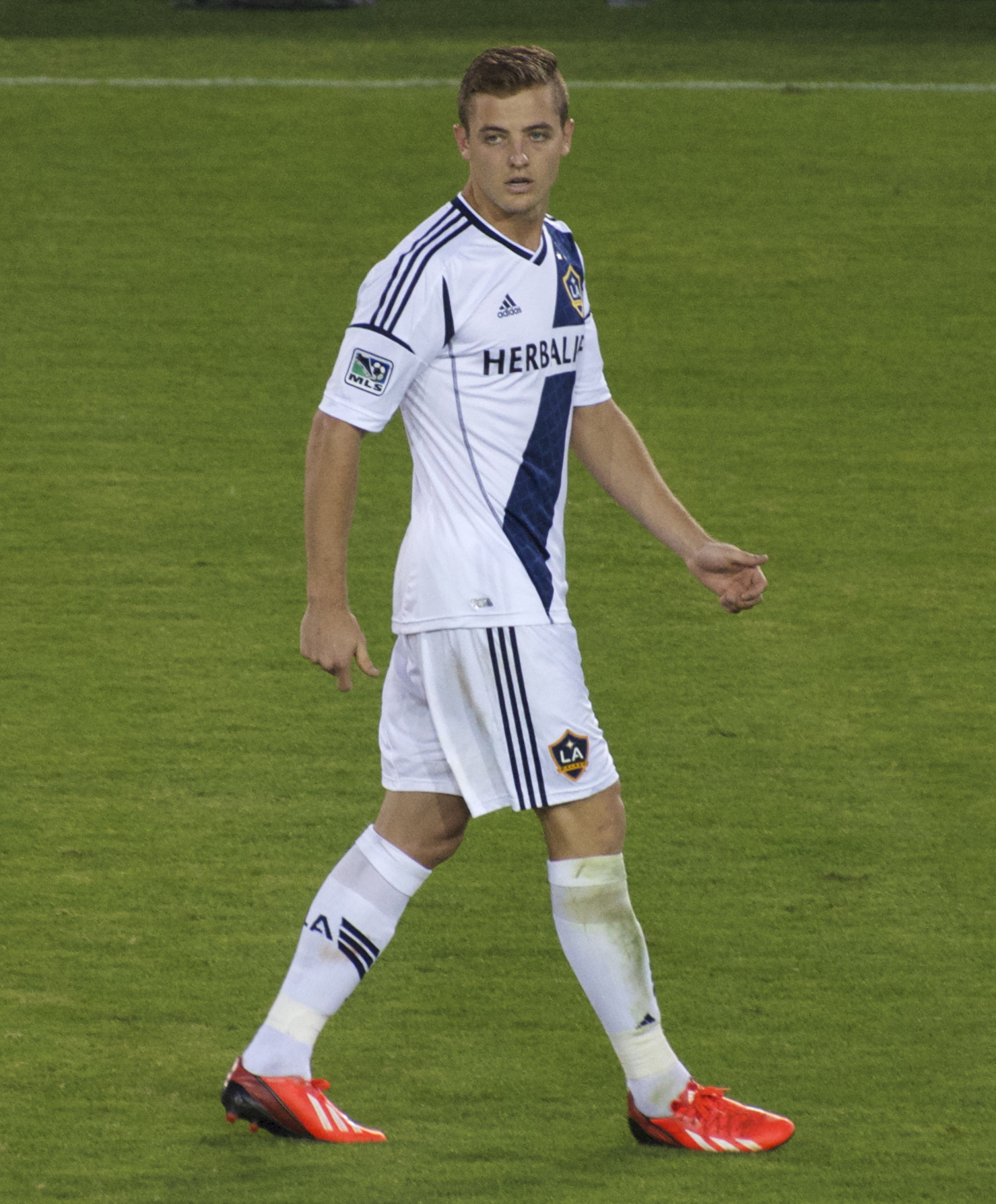
Robbie Rogers atuando pelo Los Angeles Galaxy, em 2013

Robbie Rogers (Rancho Palos Verdes, 12 de maio de 1987), é um ex-futebolista norte-americano que atuou como meio-campo.

## Biografia
Robbie Rogers iniciou sua carreira futebolistica no Orange County Blue Star. Passou por Heerenveen, da Holanda, foi campeão da MLS Cup pelo Columbus Crew, em 2008, e em 2012 se transferiu para o Leeds United, da Inglaterra. Passou pelas seleções sub-18 e sub-20 dos EUA, disputou os Jogos Olímpicos de Pequim-2008 pela equipe sub-23 do país e defendeu a seleção principal em 18 partidas, entre 2008 e 2011, marcando dois gols.

### Aposentadoria precoce
No dia 15 de fevereiro de 2013, aos 25 anos, anunciou sua aposentadoria do futebol após assumir sua homossexualidade.
Rogers estava sem clube desde janeiro, quando acabou seu período de empréstimo junto ao Stevenage e após rescindir seu contrato com o Leeds.

### O retorno
Em 24 de maio de 2013, Rogers acertou a sua volta para o futebol para defender o Los Angeles Galaxy, em troca o Galaxy enviou Mike Magee ao Chicago Fire.

### Nova aposentadoria
Após consecutivas lesões, Rogers anunciou a sua aposentadoria do futebol em 7 de novembro de 2017.

## Jogos pela seleção americana
| Seleção Nacional | Temporada | Convocações | Gols |
| ---------------- | --------- | ----------- | ---- |
| Estados Unidos   | 2009      | 9           | 1    |
| Estados Unidos   | 2010      | 4           | 0    |
| Estados Unidos   | 2011      | 5           | 1    |
| Total            | Total     | 18          | 2    |

## Participações na Copa Ouro da CONCACAF
| Copa                          | Sede           | Resultado    |
| ----------------------------- | -------------- | ------------ |
| Copa Ouro da CONCACAF de 2009 | Estados Unidos | Vice-Campeão |
| Copa Ouro da CONCACAF de 2011 | Estados Unidos | Vice-Campeão |

## Gols pela seleção
| #  | Data                 | Estádio                                             | Adversário | Placar | Resultado Final | Competição                    |
| -- | -------------------- | --------------------------------------------------- | ---------- | ------ | --------------- | ----------------------------- |
| 1. | 4 de Julho de 2009   | Qwest Field, Seattle, Estados Unidos                | Granada    | 3–0    | 4–0             | Copa Ouro da CONCACAF de 2009 |
| 2. | 10 de Agosto de 2011 | Lincoln Financial Field, Filadélfia, Estados Unidos | México     | 1–1    | 1–1             | Jogo Amistoso                 |

## Títulos
| Título                 | Clube         | País           | Ano  |
| ---------------------- | ------------- | -------------- | ---- |
| MLS Cup                | Columbus Crew | Estados Unidos | 2008 |
| MLS Supporters' Shield | Columbus Crew | Estados Unidos | 2008 |
| MLS Supporters' Shield | Columbus Crew | Estados Unidos | 2009 |

## Prêmios individuais
- MLS Best XI: 2008
- MLS Player of the Week: Week 7, 2008[8]